# AP1000
AP1000はウェスチングハウス・エレクトリック・カンパニーが開発・販売する2ループ構成の加圧水型原子炉である。これは、アメリカ合衆国原子力規制委員会(NRC)から最終設計認可(Final Design Approval, FDA)を受領した初めての第3世代+原子炉の設計である。元になったAP600からの発展的改良により、本形式は設置面積がほとんど同等にもかかわらず、より高出力なモデルとなった。

## 開発の歴史

### 原型炉AP600の設計
AP1000の前身であるAP600はウェスチングハウス社で1985年に開発が開始された。AP600は第三世代原子炉のコンセプトである受動的安全性を全面的に採用した特色ある設計をしている。受動的安全性とは、事故時に、外部からの力を加えることなく原子炉を安全な状態に持っていくことができる特性であり、従来のPWR型原発が備える制御棒の停電に伴う自然挿入等を強化している。例えば、外部からの電力で動くポンプを出来るだけ使わずに、上屋にあらかじめ溜めておいた水を重力で流下させるなど、単純な物理作用を利用することで実現される。これと比較して従来型の原子炉の多くは、事故発生時には外部電源で動作する電動ポンプや運転員の操作で起動する強制冷却システムなどの、主に外から加えられる操作によって原子炉を安全な状態に持っていくようにできていた。AP600開発プロジェクトは、この原子炉に起こる恐れがある炉心損傷事故の発生頻度（CDF）の目標値を、2012年現在NRCが要求している値の1000分の1近くに設定した。
AP600は電気出力が600MWe（60万キロワット）と比較的小さく、出力の割に建設費がかさんで経済性に劣るという欠点を抱えていた。そこで、ウェスチングハウス社は出力を1,000MWe（100万キロワット）まで引き上げるよう改設計を行った。これがAP1000である。その後、東芝の子会社となったウェスチングハウス・エレクトリック・カンパニーは、主に安全性を上げるようAP1000の改設計を続け、今日に至っている。

### 出力を増大しAP1000へ
2005年12月、NRCはAP1000に対して設計証明(Design Certification)を発行した。これは、将来の施工者が、建設前に建設・運転複合許認可を受けられることを意味した。しかし、これは発電プラントが設計通りに建設されることが前提であり、それぞれのAP1000型原子炉は実質的には全く同一のものであるべしという条件付きのものだった。
2007年春、中国国家核海外ウラン資源開発公司は、4基の原子炉建設にウェスチングハウス／ショー・グループを選定した。推定8億ドルの資金が動いたとみられている。
2010年、NRCはAP1000の初期設計に対して、地震やハリケーン、航空機の衝突などといった過酷な外部事象に直面した場合に原子炉建屋や原子炉格納容器が耐えられるか懸念を抱いた。この懸念に応え、ウェスチングハウスは設計を改良した。AP1000の格納容器の設計に関しても、あるアメリカの原子力コンサルタントエンジニアが設計基準事故（最大想定事故）において、放射性物質を放出する恐れがあるとする批判を行った。しかし、ウェスチングハウスはその主張を否定した。2011年9月、NRCは改良のために修正されたAP1000型炉における、多岐にわたる設計申請の再評価(design certification review)を終わらせた。2011年12月、NRCは、本設計を使用したアメリカで一番目のプラントの着工を承認した。2012年2月9日、NRCは2基の新原子炉の着工を許可した。

## 仕様
AP1000は2ループの加圧水型原子炉である。電気出力1154MWeを予定している。
この原子炉は、他の第三世代原子炉よりも建設費用が低減できるよう設計されている。これは、新たに開発された数々の技術を盛り込んでいるからである。他の第三世代炉と同じく、AP1000も、配管、電線、弁機構といった機器類の必要数を抑えるように設計されている。標準化とタイプ・ライセンシングも建設期間と建設費用を減らすのに有効と考えられている。AP1000は、従来型のウェスチングハウス第二世代PWRと比較して設計を単純化したことにより、必要な機器類が以下のように削減されている。
- 安全系の弁の総数を50パーセント削減
- ポンプの総数を35パーセント削減
- 安全系の配管を80パーセント削減
- 信号・制御用ケーブルを85パーセント削減
- 耐震構造の建屋の体積を45パーセント削減

AP1000の設計は陸上での使用において、現行のPWRよりも相当に小型であり、コンクリートと鉄筋で強化したために、従来型の5分の1に鉄筋コンクリート使用量を抑えている。
確率論的リスクアセスメントがプラントの設計に用いられた。これはリスクを最小化でき、かつ、プラントの全体にわたる安全性を計算する事が出来る。NRCによると、プラントは最新の研究であるw:NUREG-1150に書いてあるよりも桁違いに安全になるだろうとされている。AP1000は、炉心損傷頻度が最大で 2.41 × 10−7 /プラント1基/1年になるように設計されている。
AP1000で発生した使用済み燃料棒は半永久的に発電所立地内の使用済み燃料プールに貯蔵しておくことが出来る。使用済み燃料プールでの長期保管により、使用済み燃料棒から発生する崩壊熱が充分に小さくなれば、地下のドライ・キャスク貯蔵施設への最終処分も可能である。当然ながら、アメリカにある現在稼働中の原子炉で実施されている規定を守ることが前提である。
一般的な動力炉は、熱を生み出す主要な核分裂反応が停止してからずっと後になっても、反応生成物の崩壊熱により発熱し続ける。この熱により原子炉が炉心溶融するのを避けるため、崩壊熱を除去し続ける必要がある。AP1000において、ウェスチングハウスの受動的炉心冷却システムは、あらかじめ高圧ガスなどにより加圧して閉じておき、その圧力を開放することで瞬時に動作する弁と、直流電源で動作する弁を組み合わせた物を使っている。事故発生時には、発生から30分以内に動作させなければならないものがあり、これらの弁は事故直後に対応できるように用意されている。これらは原子炉運転員が何も対応をしなかったときにも自動的に動作するよう設計されている。静的安全系を作動させるために必要な電気系統は、外部交流電源や所内非常用ディーゼル発電機に頼らないよう設計されており、また、弁は動力に油圧や空気圧を使用しないよう設計がなされている。
AP1000の設計は、72時間以内に、モーターなどの動力に頼ることなく、静的に熱を除去することを目指している。その後で、備え付けられている重力ドレイン水タンクは冷却が必要とされている間は水で満杯になっている必要がある。
| 日付           | 出来事                                                                                     |
| -------------- | ------------------------------------------------------------------------------------------ |
| 2006年1月27日  | 米原子力規制委員会(NRC)は最終的な設計承認規約(design certification rule (DCR))を発行した。 |
| 2006年3月10日  | NRCはウェスチングハウス(WH社)の設計第15版に改訂版の最終設計認可(FDA)を与えた。             |
| 2007年5月26日  | WH社は第16版DCRに修正を適用した。                                                          |
| 2008年9月22日  | WH社は炉の応用例を更新した。                                                               |
| 2008年10月14日 | WH社は改17版を提出した。                                                                   |
| 2010年12月1日  | WH社は改18版を提出した。                                                                   |
| 2011年6月13日  | WH社は改19版を提出した。                                                                   |
| 2011年12月30日 | NRCは最終の設計承認をだした。                                                              |

AP1000は第15版から格納容器の構造が変更されている。これは安全評価報告書および設計承認規則（Design Certification Rule, DCR）を受けた後で、NRCからの許可を得て設計変更をしたとみられる。 
その語、改良設計の第17版、第18版、第19版も承認された。

## 安全への懸念
2010年4月、アーニー・ガンダーセンはあるレポートを提出した。その内容は、格納容器を構成する鋼鉄層の内張りを貫通するという結果になり得るということに関する危険について研究したものだった。彼は、ある反核活動家からの委任を受けた原子力技術者である。ガンダーセンはAP1000の設計において、鉄製内層とコンクリートが分離し、もし鉄が腐食して穴が抜けてしまったら、「そのあとには何も受け皿が無い」と述べた。もし原子炉建屋のドーム屋根に穴があいて内部の放射線管理区域と空気の流通が出来てしまったら、この原子炉デザインでは放射性の内容物が噴き出してしまうだろう。さらにガンダーセンは、原子炉は「公衆にNRCが定めた限度の10倍もの強さで何十もの放射性物質をまき散らしうる」と述べた。ウェスチングハウスの広報担当であるボーン・ギルバートはガンダーセンの分析を否定し、「AP1000の鉄製格納容器の内張りは現行型の3.5から5倍分厚く、また、腐食は定期点検中に容易に発見できるため、穴が開くことはあり得ない」と述べた。
『憂慮する科学者同盟』 (The Union of Concerned Scientists)の前スタッフ科学者であるエドウィン・ライマン(Edwin Lyman)は、種々のコストダウンが実際に達成でき得る原子炉設計はAP1000とESBWRの2つであるとした。ESBWRとは、別の第三世代+ 型の設計である。ライマンはAP1000を取り囲むコンクリート製遮蔽建屋と鉄製格納容器の強度について懸念を示し、「AP1000の格納容器は充分な余裕を持っていない」と述べていた。
ジョン・マーから、AP1000に対して最大の損傷を与える可能性のある評論が出された。ジョン・マーはNRCで構造工学を専門に研究していた。

2009年、NRCは9月11日に起こったアメリカ同時多発テロに関連する安全規格の変更を行った。それは、全ての原子炉は飛行機が直撃しても耐えられるように設計がなされるべきであるという内容のものだった。新たな要求に合わせるため、ウェスチングハウスは鉄板を仕込んだコンクリート製の壁をAP1000の原子炉建屋にかぶせた。1974年に結成されてからNRCの委員を務めているジョン・マーは、NRCが設計承認を許諾した後で、初めて自身のキャリアとは一致していない異議を唱えた。その中で、彼は「鉄製の表層を構成するいくつかの部品は、飛行機の衝突によるエネルギーや嵐に巻き上げられ破片が壁を粉砕する程に脆いものである」と述べた。ウェスチングハウスが雇った工学の専門家チームは、この意見に異議を申し立てた…。

## 原子炉の建設地

### 中華人民共和国

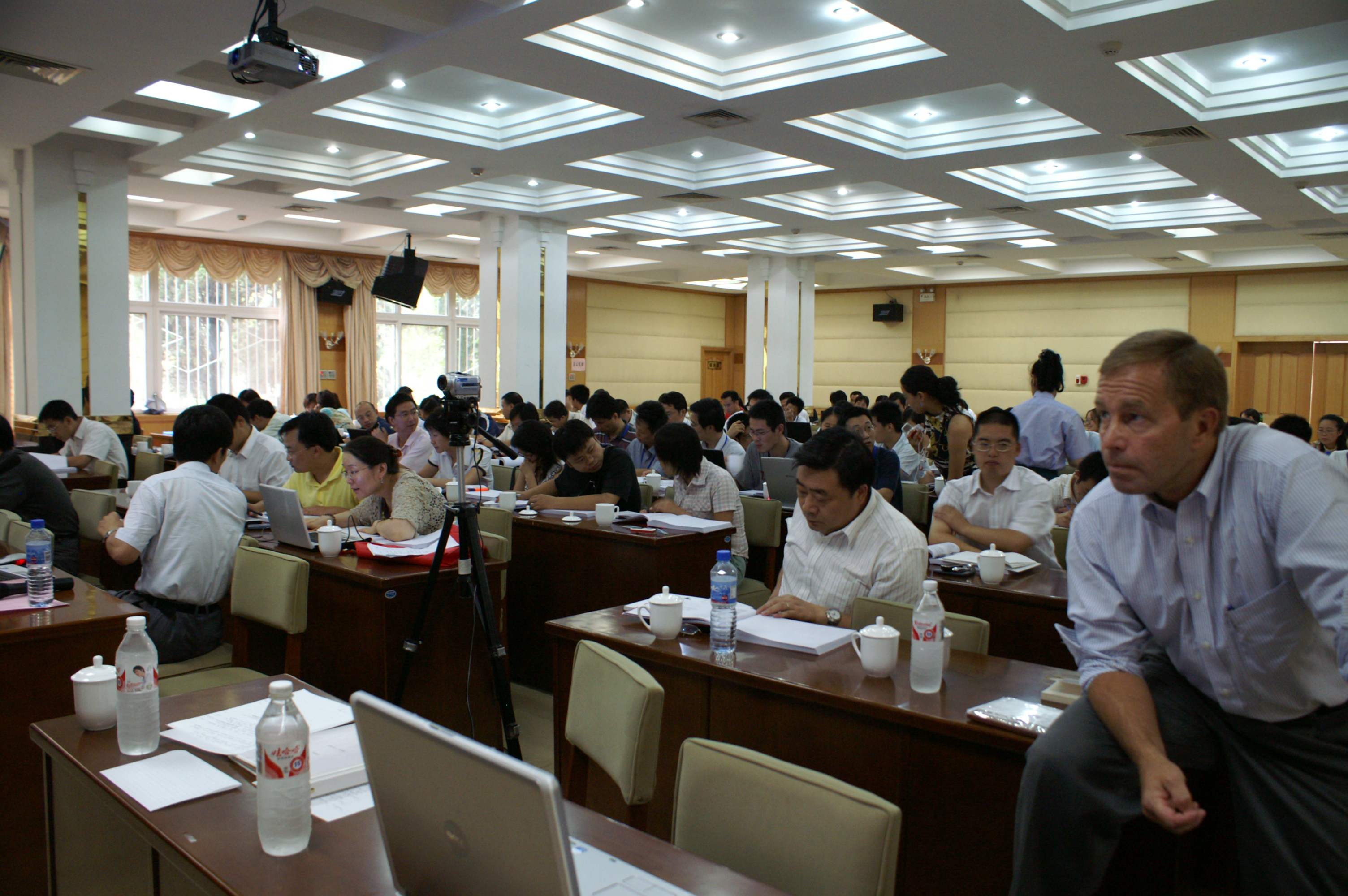
AP1000原子炉の訓練を受講する中国人。中国にある炉は建設されれば世界初のAP1000炉となる。最初の4基分は中国国内に建設された。

- 浙江省にある三門原発は6基の原子炉を採用する見込みである。最初の2基は2008年2月に着工した。運転開始は2013年から2015年頃を目指している。
- 山東省にある海陽原発も6基を計画している。最初の2基の建設は 2008年7月に始まった。運転開始は2014年から2015年を予定している。

最初の4基のAP1000原子炉は初期型の設計であり、飛行機の衝突に対する保護機能を高める増強型格納容器が備えられていない。
中国は、政府の計画として、内陸部の原子力発電所開発プロジェクトにAP1000を適用した。中華人民共和国国家発展改革委員会(The National Development and Reform Commission :NDRC)はいくつかの原子力開発計画を提示していた。2012年現在、中国核工業集団によると、湖北省の咸寧原子力発電所(Dafan plant)、湖南省の桃花江原子力発電所(Taohuajiang)、江西省の彭沢原子力発電所(Pengze)で、AP1000を採用し、建設を予定している。NDRCは他に安徽省、吉林省、甘粛省でのプロジェクトへの研究も行っていた。
ウェスチングハウス社CEOのアリス・カンドリス(Aris Candris)によると、中国は、2020年までに、現状建設中にあるか稼働中の形で100基の原子炉を保有したいと考えているという 。
しかしながら、2011年のジ・オーストラリアン新聞の報告によると、AP1000原子炉は世界中のどこを探しても未だに操業しているものは無く、本型はまだ証明されていない技術である。ポール・ガーヴェイはこう述べている。「中国にとって、大規模に建設しフル操業下におく前の段階として、1基か2基の新型原子炉を建設し試験するのは賢いことである。」
2008年から2009年にかけて、ウェスチングハウス社は、中国国家核電技術公司(国家核电、SNPTC)や他の大学と連携してAP1000を高出力化するための研究を共同して行うという協定を結んだ。この共同研究の結果により、ほぼ確実に電気出力1400メガワットの容量増加をされるだろう。結果が良ければ、もしかしたら1700メガワットまで出力増強の保証をされるかもしれない。中国はこれらの高出力型に対して知的財産権を所有するだろう。新しい大型の設計を輸出する事はウェスチングハウスの業務提携にとって受け入れられることになるだろう。
2009年12月、中国との合弁事業が設立された。中国にとって皮切りとなるCAP1400を、AVRをもとに中国が自主開発した高温ガス炉原型炉であるHTR-10炉の近くにある華能山東石島湾原子力発電所（石岛湾核电站）に建設するためである。建設工事は2013年に開始し、2017年までには運転開始される予定である。
2014年5月19日、アメリカ連邦大陪審は、中国人民解放軍のサイバー攻撃部隊がアメリカの企業に対し、サイバー攻撃を伴うスパイ行為を行ったとして中国の将校5人を起訴した。スパイ行為とされた一つに2010年に行われたAP1000に関する機密情報の入手があった。中国はアメリカに対して同日中に、サイバー攻撃は捏造として反論し、起訴の撤回を要求を行っている。
2018年6月に三門は世界に先駆けてAP1000の初臨界を達成した。

### アメリカ合衆国
2015年 12月現在、アメリカ合衆国内で建設を予定している14基のAP1000に対して建設と条件付運転の一括許認可の申請がなされており、そのうち4基が許可を得ている
。
- ノースカロライナ州、シャロン・ハリス原子力発電所（英語版） 2号機・3号機[27]
- サウスカロライナ州、ウィリアム・ステーツ・リー三世原子力発電所（英語版） 1号機・2号機[28]
- サウスカロライナ州、ヴァージル・C・サマー原子力発電所（英語版）[29]
- ジョージア州、ボーグル原子力発電所（英語版） 3号機・4号機[30]
- フロリダ州、レビー・カウンティ原子力発電所（英語版）（仮名）1号機・2号機[31]
- フロリダ州、ターキーポイント原子力発電所（英語版） 6号機・7号機[32]
- アラバマ州、ベルフォンテ原子力発電所（英語版） 3号機・4号機[33]

2008年4月9日、ジョージア電力はウェスチングハウス社／ショー・グループと、ボーグル原発で2基のAP1000原子炉を建設するという内容の契約書を交わした。この新しい原子炉を建設する協定は、TMI事故が1979年に起こって以来、初めてのものとなる。ボーグル原発に出された建設・運転複合許認可はAP1000のリビジョン18に対して出されたものである。 2010年2月16日、オバマ大統領はボーグル原発で2基のAP1000原子炉を建設するために83億3千万ドルを連邦ローンで保証すると声明を発表した。
環境保護団体は、ボーグル原発に建設予定の2基の新しいAP1000炉へのライセンス付与に反対し、2011年4月に提出された新しい陳情書の中で、福島第一原発事故の進展についてさらに詳しい情報が入ってくるまで、米国原子力規制委員会の業務として新原子炉に与られる許認可プロセスを保留にすることを要請していた。2012年2月、アメリカ合衆国原子力規制委員会は、ボーグル原子力発電所で計画されていた2基の原子炉の建設を認可した。